# Алирзаев, Алирза Мустафа оглы
Алирза Мустафа оглы Алирзаев (азерб. Əlirza Mustafa oğlu Əlirzayev; род. 28 февраля 1940, Казахский район, Азербайджанская ССР) — советский азербайджанский строитель, лауреат государственной премии СССР (1988). Член ЦК КПСС (1990—1991)

## Биография
Родился 28 февраля 1940 года в селе Азизбейли Казахского района Азербайджанской ССР.
Окончил Сумгаитский политехнический техникум (1972).
В 1959—1962 годах служил в Советской Армии, с 1963 года — дорожный рабочий, монтажник, ученик крановщика строительного управления № 74 треста № 7. С 1965 года — крановщик, с 1975 года — бригадир монтажников строительного управления № 103 домостроительного комбината № 3 производственного объединения «Азерпромстрой», расположенного в городе Сумгаит Азербайджанской ССР.
Бригада Алирзаева достигла высоких результатов при выполнении плановых заданий двенадцатой пятилетки (1986—1990). Коллектив бригады состоял из 50 человек, при этом каждый рабочий владел сразу несколькими специальностями, что позволяло рационально использовать время, выделенное для выполнения заданий. По итогам 1988 года коллектив бригады под руководством Алирзы Алирзаева соорудил девять многоквартирных жилых домов вместо восьми плановых, за 10 месяцев 1988 года бригадой сданы в эксплуатацию более 34 тысяч квадратных метров жилплощади — треть всей сооруженной в Сумгаите за этот период. 
Постановлением ЦК КПСС и Совета Министров СССР от 7 ноября 1988 года, за большой личный вклад в решение жилищной проблемы на основе наращивания производственных мощностей домостроения и стеновых материалов Алирзаеву Алирзе Мустафа оглы присуждена Государственная премия СССР.
Активно участвовал в общественно-политической жизни города Сумгаит, республики и Советского Союза. Член КПСС с 1978 года, многократно избирался секретарём партийного комитета предприятия. Делегат XXVIII съезда КПСС (1990), на котором избран членом ЦК.
С 2000 года — гражданин Российской Федерации.